# 愚园路532弄
愚园路532弄（又稱柳林别业），位于中華人民共和國上海市静安区愚园路532弄，内有花园住宅十几栋，1949年前为私人用址，1949年后收归国有，除花园住宅外还有新式里弄18幢，共9420平方米，弄内有上海市静安区市西小学、上海东方文化艺术进修学院、上海市科技情报研究所、上海亚申医药特种设备检测所，另有分别位于67号、55号和51号的陈调元旧居、冯治安旧居和日本人的“甜甜斯”俱乐部旧址。复旦大学曾在此作为大学项目招募语伴的用址，《中国新药与临床杂志》（原《新药与临床》)编辑部的联系地址在弄内50号。